# Schlieren
Schlieren és un municipi del cantó de Zúric (Suïssa), situat districte de Dietikon.